# Oxyethira
Oxyethira – rodzaj chruścików z rodziny wodolotkowatych (Hydroptilidae). Są to małe gatunki, larwy i imagines nie przekraczają kilku milimetrów. Larwy budują bocznie spłaszczone, przezroczyste domki z nici jedwabnych (o kształcie zbliżonym do trójkąta lub trapezu). Larwy są „glonopijcami” – nakłuwają komórki glonów i wysysają cytoplazmę (stąd zaliczane są do funkcjonalnej grupy troficznej – wysysaczy). Chruściki z rodzaju Oxyethira zasiedlają rzeki i jeziora różnego typu troficznego. Owady dorosłe spotkać można wieczorem i w nocy w pobliżu zbiorników wodnych, aktywnie lecą do światła.
W Polsce wykazano występowanie następujących gatunków:
- Oxyethira distinctella
- Oxyethira flavicornis
- Oxyethira frici
- Oxyethira tristella